# Jorge Blanco
Jorge Blanco Güereña (Guadalajara, 19 dicembre 1991) è un attore, cantante e ballerino messicano.
È noto per aver interpretato Pablo in Cuando toca la campana, e per il ruolo di León nella telenovela Violetta.

## Biografia
Nato il 19 dicembre 1991 da Cecilia Güereña e Jorge Blanco, ha un fratello più piccolo di nome Daniel con il quale ha quasi sette anni di differenza.
Inizia la sua carriera televisiva nel 2007, quando partecipa al reality show High School Musical - La selección, che permette, ai vincitori, di partecipare ad un film spin off del successo statunitense High School Musical. Pur non vincendo il programma, Blanco dà la sua voce agli album del programma, prende parte al film High School Musical - La sfida interpretando il personaggio di Jorge e partecipa ai tour teatrali correlati al programma televisivo, insieme al cast, tra il 2007 e il 2008. Nel film, che esce nel 2008, impersona il migliore amico del protagonista Cristóbal Rodríguez.
Appare nel 2010 nel decimo episodio della miniserie Highway: Rodando la Aventura e nel 2011 è tra i protagonisti della prima stagione della serie televisiva Cuando toca la campana, per la quale gira alcuni videoclip come Es el momento o A Celebrar, e presta la voce all'album discografico omonimo nella maggior parte delle canzoni. Nel maggio dello stesso anno si reca negli Stati Uniti per partecipare ai Disney's Friends for Change Games nella squadra gialla per aiutare l'agenzia UNICEF, rappresentando il Messico nel video musicale di Bridgit Mendler We Can Change the World.
A causa delle registrazioni di una nuova serie, partecipa solamente a quattro episodi della seconda stagione di Cuando toca la campana e nel settembre 2011 inizia le riprese di Violetta interpretando León, uno dei due pretendenti della protagonista. Blanco canta alcuni brani raccolti nei primi due album della serie intitolati Violetta e Violetta: La musica è il mio mondo, e riprende lo stesso ruolo anche nella seconda stagione. Per questo ruolo riceve un premio ai Kids' Choice Awards México e una candidatura alla versione argentina. 
Impersona León anche nella versione teatrale della serie, dal titolo Violetta - Il concerto, che lascia Buenos Aires e tocca anche la Francia, l'Italia, dove i biglietti vanno esauriti dopo alcune ore dalla messa in vendita, e la Spagna. Finito il tour, inizia le registrazione della terza stagione di Violetta. Nel 2014 vince il premio "Attore televisivo preferito" ai Kids' Choice Awards Colombia e ai Kids' Choice Awards México. Nello stesso anno riceve una candidatura ai Kids' Choice Awards Argentina.
Dal 3 gennaio 2015, è impegnato nel Violetta Live International Tour (ViolettaLive), il nuovo tour della serie Violetta, dove recita nel ruolo di León, che interpreta anche nel film Tini - la nuova vita di Violetta e per il quale canta l'assolo Light Your Heart.

## Discografia
Nel febbraio 2016 firma un contratto da solista con la Hollywood Records, pubblicando il primo singolo Risky Business, poi Summer Soul, Una Noche e Gone is the night (questi ultimi due rispettivamente con SAAK e KRISS KROSS Amsterdam).
Il 20 luglio 2018 esce il singolo Si Te Tuviera, il 17 agosto esce il singolo Escondida, successivamente il 7 settembre Opciones e il 26 ottobre esce il quarto singolo Te La Dedico. Il 18 gennaio 2019 pubblica un nuovo singolo Conmigo. 
Il 14 febbraio 2019 esce il suo primo EP Conmigo, contenente i singoli già usciti e una nuova canzone, Beautiful Mistake.
Il 31 maggio 2019 esce il nuovo singolo Vamos, il 23 agosto dello stesso anno pubblica Me voy contigo e il 6 settembre pubblica No Perdamos Mas Tiempo insieme a Drake Bell. 
Il 12 marzo 2021 esce una canzone di Bruno Martini feat. Jorge Blanco intitolata Say O, il 18 marzo esce il nuovo singolo Polvo de Estrellas e il 26 marzo esce Antidoto insieme a Annita Chase,  la sua prima collaborazione con un'artista donna.

## Filmografia

### Televisione
- High School Musical - La selección - programma televisivo (2007)Autografo di Jorge.

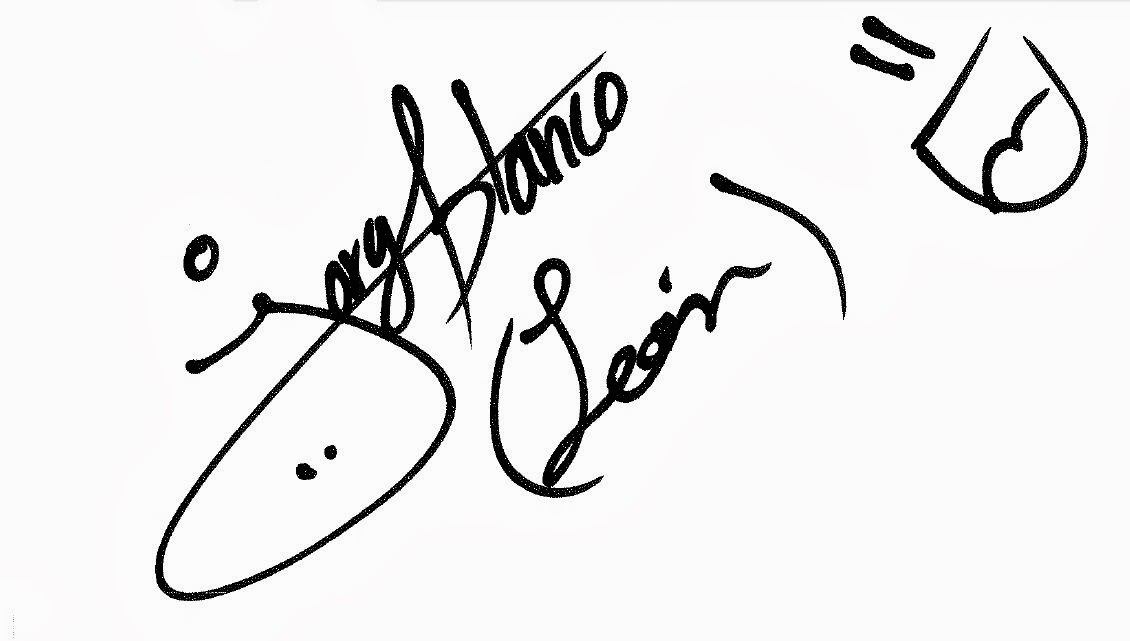
Autografo di Jorge.

- Highway: Rodando la Aventura - serial TV (2010)
- Cuando toca la campana - serial TV (2011)
- Disney's Friends for Change Games - programma televisivo (2011)
- Violetta - serial TV (2012-2015)
- Papà su misura - Serial TV (2022-2023) Disney+
- Solo Amor Y Mil Canciones - 10 anni di Violetta (2022) Disney+

### Cinema
- High School Musical - La sfida, regia di Eduardo Rípari (2008)
- Tini - La nuova vita di Violetta , regia di Juan Pablo Buscarini (2016)

## Concert Tours
- Violetta en Vivo (2013–14)
- Violetta Live (2015)
- R5 opening act, Europe (2017)
- Conmigo Tour (2019)

## Premi e riconoscimenti
- 2013 - Kids' Choice Awards Argentina
  - Nomination - Attore televisivo preferito per Violetta[10].
- 2013 - Kids' Choice Awards México
  - Vinto - Attore preferito televisivo per Violetta[11].
- 2013 - Premi TKM[14][15]
  - Vinto - Cantante maschile TKM.
  - Nomination - Attore internazionale TKM.
  - Nomination - Bel ragazzo TKM.
- 2014 - Kids' Choice Awards Colombia
  - Vinto - Attore televisivo preferito per Violetta[13]
- 2014 - Kids' Choice Awards México
  - Vinto - Attore preferito televisivo per Violetta
- 2014 - Kids' Choice Awards Argentina
  - Nomination - Attore televisivo preferito per Violetta[16]

## Doppiatori italiani
Nelle versioni in italiano delle opere in cui ha recitato,Jorge Blanco è stato doppiato da:
- Mirko Cannella in High School Musical - La sfida
- Andrea Mete in Violetta, Tini - La nuova vita di Violetta